# Músculo coracobraquial
O coracobraquial é o menor dos três músculos se fixam no processo coracóide da escápula. Está situado na porção superior e medial do braço.
Se origina do ápice do processo coracóide, junto com a cabeça curta do bíceps braquial, e do septo intermuscular entre os dois músculos. Está inserido por meio de um tendão achatado em uma impressão no meio da superfície medial e borda do corpo do úmero entre as origens do tríceps braquial e braquiorradial.
É perfurado e inervado pelo nervo musculocutâneo.

## Músculos que se inserem no processo coracóide da escápula
- Músculo peitoral menor
- Músculo coracobraquial
- Músculo bíceps braquial cabeça curta

## Ação
O músculo coracobraquial é um dos responsáveis pela flexão e adução do ombro.

## Imagens adicionais

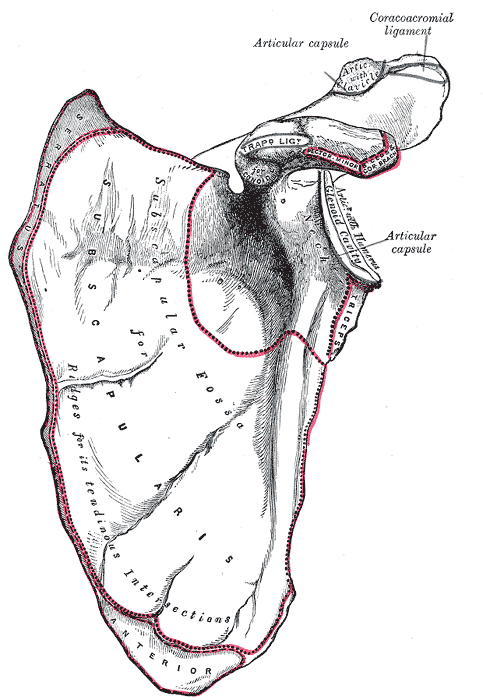
Escápula esquerda. Superfície costal.
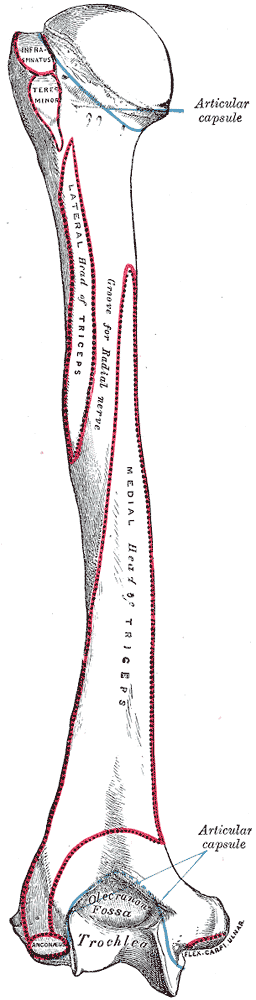
Úmero esquerdo. Vista anterior.
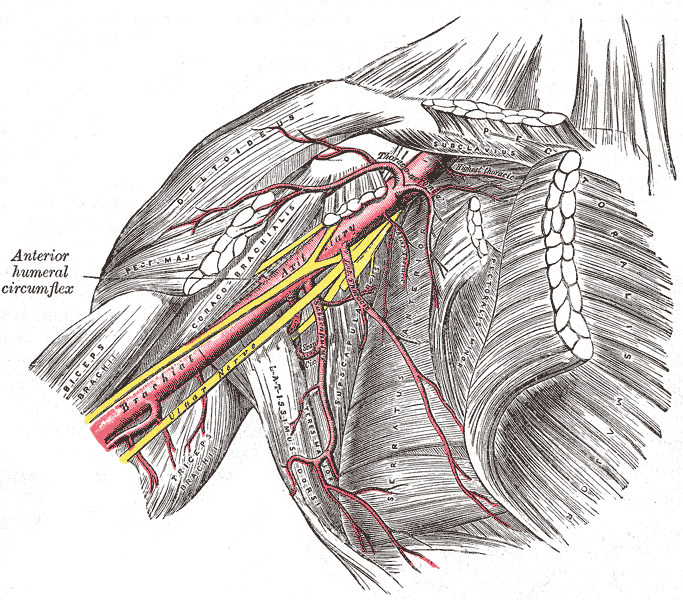
A artéria axilar e seus ramos.
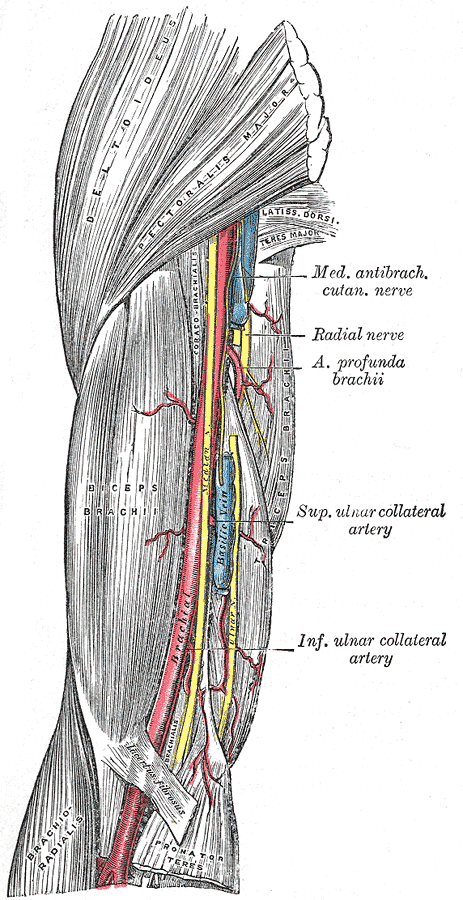
A artéria braquial.
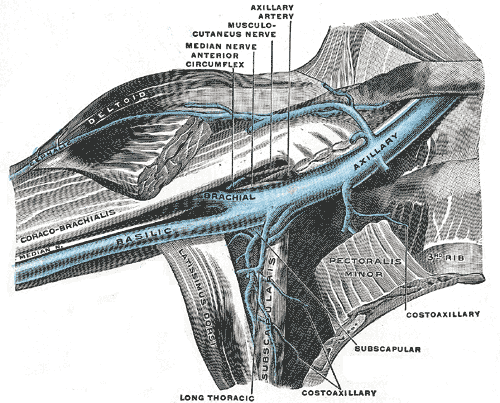
As veias da axila direita, vistas de frente.
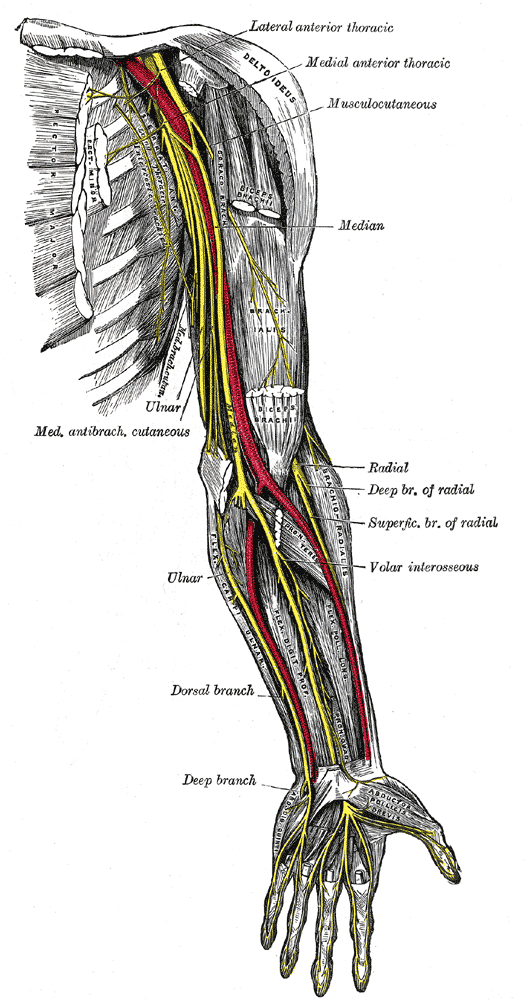
Nervos da extremidade superior esquerda.